# Stathelle
Stathelle är en mindre stad i Bamble kommun i Telemark fylke i södra Norge. Staden, som ingår i tätorten Porsgrunn/Skien, hade ca 6 336 invånare (2008, då den fortfarande var en separat tätort) och ligger på västsidan av där Langesundsfjorden, Frierfjorden och Eidangerfjorden möts, cirka 160 kilometer sydväst om Oslo.
Stathelle var tidigare lastplats (norska: ladested), och en egen kommun fram till 1964 då den blev en del av Bamble kommun. Via Breviksbron (gamla E18) och Grenlandsbron (nya E18) har Stathelle förbindelse med Porsgrunns kommun. Gamla Stathelle är ett pittoreskt område med trånga gator. 

Stathelles kommunvapen från 1954, numera vapen för Bamble kommun.